# Tyrone Spong
Pour les articles homonymes, voir Spong.
Tyrone Clinton Spong, né le 3 septembre 1985 à Paramaribo, est un combattant de kick-boxing, muay-thaï, boxe anglaise et MMA néerlandais d'origine surinamienne. Il s’entraîne avec l'équipe Fighting Factory Carbin.
En janvier 2013, il est classé sixième mondial dans la catégorie heavyweight.

## Biographie
Tyrone Spong est né au Suriname. En 1990 alors âgé de cinq ans, sa famille part vers les Pays-Bas. Il a donc grandi dans le quartier Bijlmermeer à Amsterdam. Il est alors souvent impliqué dans des bagarres de son quartier. Il commence à s'entraîner en kickboxing à l'âge de 13 ans en trouvant par hasard un club de boxe. Après s'être fait « casser le cul » comme il le dira, il est motivé pour s'améliorer. Il fait son premier combat à 15 ans et gagne par KO au premier round. Certains de ses premiers partenaires d'entraînement étaient Alistair et Valentijn Overeem, et Gilbert Yvel.
Spong est marié et père de quatre enfants. De plus, il adore les animaux et possède plusieurs pit bull terriers qu'il élève lui-même. Il fut entraîné aux États-Unis par Floyd Mayweather Sr, le père du boxeur Floyd Mayweather Jr.

### Carrière en kick-boxing
En 2003, l'année où il passe professionnel, il fait 12 combats.
En 2004, il combat contre Rafi Zouheir lors de Battle of Zaandam et gagne son combat où le titre européen de muay-thaï de l'organisation WKN était en jeu. Durant la même année, il part même au Japon pour combattre en Shoot-boxing où il perd face à Ryuji Goto par décision unanime.
En avril 2005, il gagne un deuxième titre européen cette fois-ci celui de l'organisation WPKL face au Belge Mohammed Ouali par décision unanime également. En décembre de la même année, lors de l'événement organisé par le A-1 à Duisbourg en Allemagne, il remporte son premier tournoi après avoir gagné ses trois combats par KO.
En 2006, Spong remporte deux combats importants dans sa jeune carrière, il met d'abord un KO face à un vétéran du circuit de muay-thaï Joerie Mes et deux semaines plus tard, il récidive cette fois-ci contre Kaoklai Kaennorsing une star du K-1.
En 2007, Spong a remporté le titre mondial SLAMM jusqu'à 79 kg en battant le Thaïlandais Yodchai Wor Petchpun par TKO dans le premier round, et au match suivant, il avait vaincu le biélorusse Dmitry Shakuta.
Le 26 janvier 2008, Spong a remporté le championnat mondial des poids-lourds Thaiboxing de la World Full Contact Association (WFCA) en battant Aurélien Duarte. Il remporte ensuite les KO World Series 2008 en battant Nikos Sokolis en huitièmes de finale au premier round et défend son titre de Muay Thai WFCA en terminant Ondrej Hutnik par un coup de poing au foie gauche au deuxième round. Le 26 avril 2008, Spong face à Azem Maksutaj au K-1 World Grand Prix 2008 à Amsterdam et a été remporté par KO au deuxième round. Il a ensuite battu Gary Turner via TKO au premier round. Le 29 novembre 2008, il est devenu le premier champion du monde It's Showtime 95MAX après avoir battu Zabit Samedov par décision unanime.
En mars 2009, il participe à son premier tournoi du K-1 avec à la clef le titre heavyweight. Cependant, il perd en demi-finale face à Gökhan Saki par KO dû à un terrible crochet du droit lors de l'extra round. Durant la même année, il rencontre son rival Nathan Corbett lors de l'événement Champions of champions II dans un combat qui fut être une bataille entre les deux meilleurs combattants de muay-thaï dans leur catégorie de poids pour le titre mondial du WMC. Le combat finit en no-contest après des coups irréguliers et des problèmes d'arbitrages.
En 2010 après avoir battu le champion heavyweight Kyotaro Fujimoto, il combat Jérôme Le Banner en avril. Ce combat est similaire que face à Nathan Corbett. Spong se casse la main droite dans le premier round. Malgré un retour au combat, il perd par décision.
À la fin de l'année où se déroule traditionnellement le K-1 World Grand Prix, il est parmi les seize meilleurs poids lourds du circuit. Il bat un vétéran du dit circuit Ray Sefo lors d'un combat éliminatoire. Néanmoins, il perd son quart de finale contre le futur gagnant Alistair Overeem.
Au début de l'année 2011, Spong abandonne son titre du It's Showtime en raison d'un certain nombre de problèmes car il ne rencontra pas d'adversaire en deux ans, combiné à ce que son équipe veuille le faire passer en heavyweight. 
Spong face à Melvin Manhoef lors de It's Showtime le 28 janvier 2012 et a remporté par décision unanime. Il combat le légendaire Néerlandais Peter Aerts lors d'un événement It's Showtime à Bruxelles, en Belgique, le 30 juin 2012, et a été remporté par KO au troisième round.
En 2013, il combat Remy Bonjasky lors du Glory 5 à Londres le 23 mars. Spong gagne par KO lors du second round.
Lors du Glory 9, il retourne chez les moins de 95 kg pour le tournoi du Glory de cette catégorie. Pour son premier combat, il gagne au premier round Michael Duut en trente-et-une secondes ; en demi-finale, il bat Filip Verlinden par décision unanime. En finale, il rencontre Danyo Ilunga ; au début du combat, il se rue sur Danyo en lui assénant beaucoup de coups et l'arbitre Mufadel Elghazaoui arrêta le combat au bout de 16 secondes. Après le combat, l'arbitre fut critiqué car il ne compta pas Danyo alors qu'il aurait dû le faire en raison de la règle en vigueur lors de cet événement et aussi, pour beaucoup de personnes du monde de la boxe, le combat fut arrêté prématurément. Néanmoins, Spong passa trois minutes et quarante-sept secondes sur les rings soit une moyenne d'une minute quinze par combat lors de ce tournoi.
Il rencontre une nouvelle fois Nathan Corbett et gagne par TKO lors du Glory 11, le 12 octobre 2013.

### Parcours en MMA
Spong fait ses débuts en MMA le 3 novembre 2012 contre Travis Bartlett lors du World Series of Fighting 1 à Las Vegas dans la catégorie des poids mi-lourds. Pour sa préparation, il part s’entraîner avec l'équipe des Blackzilians constituée des combattants tels que Alistair Overeem, Rashad Evans et Vitor Belfort. Il gagne ce combat par KO. Pour l'anecdote, 7 combattants ont refusé de combattre Spong du fait de son palmarès en kick-boxing.
Pour son deuxième combat, il rencontre Angel DeAnda lors du World Series of Fighting 4 en août 2013 et gagne par décision unanime.

### Carrière en boxe anglaise
Spong a fait ses débuts en boxe le 6 mars 2015, en battant Gabor Farkas par KO dans le premier round. Le 7 octobre 2017, Spong remporté le titre de champion WBC Latino en la catégorie poids lourds. Il est toujours invaincu chez les professionnels en boxe anglaise, cumulant une fiche de 14 victoires, dont 13 par KO, en autant de sorties. 

## Titres
- 2013 Glory 9: New York - 2013 95 kg Slam
- 2008 Premier champion It's Showtime  95 kgMAX
- 2008 World Full Contact Association (W.F.C.A.) Muay-thai
- 2008 Gagnant du KO World Series '08 Oceanie
- 2007 Premier champion du SLAMM Events 79 kg
- 2005 Gagnant de la ligue A1
- 2005 Champion d’Europe WPKL Middleweight
- 2004 Champion d’Europe de muay-thaï WKN Middleweight
- Champion national junior de muay-thaï MTBN  -66 kg

## Palmarès en MMA
| 2 combats      | 2 victoires | 0 défaites |
| Par KO         | 1           | 0          |
| Par soumission | 0           | 0          |
| Sur décision   | 1           | 0          |

| Résultat | Record | Adversaire      | Méthode          | Événement                                     | Date            | Round | Temps | Lieu      | Note         |
| Victoire | 2-0    | Angel DeAnda    | Décision unanime | World Series of Fighting 4: Spong vs. DeAnda  | 10 aout 2013    | 3     | 5:00  | Ontario   |              |
| Victoire | 1-0    | Travis Bartlett | KO               | World Series of Fighting 1: Arlovski vs. Cole | 3 novembre 2012 | 1     | 3:15  | Las Vegas | Début en MMA |
| -------- | ------ | --------------- | ---------------- | --------------------------------------------- | --------------- | ----- | ----- | --------- | ------------ |